# Crenocticola svadba
Crenocticola svadba – wymarły rodzaj karaczanów z rodziny Nocticolidae z okresu kredy opisany na przykładzie okazu znalezionego w kawałku bursztynu wydobytego w mjanmarskiej dolinie Hukawng i nazwanego Crenocticola svadba. Osobniki tego gatunku żyły w jaskiniach, prawdopodobnie żywiąc się odchodami kręgowców.